# Miguel Krigsner
Miguel Gellert Krigsner (La Paz, 9 de janeiro de 1950) é um empresário brasileiro nascido na Bolívia.

## Vida
Filho do judeu polaco Jacob e da judia alemã Anneliese Krigsner, Miguel Krigsner emigrou com sua família para o Brasil aos onze anos, estabelecendo-se em Curitiba, Paraná. Formou-se em Farmácia e Bioquímica pela Universidade Federal do Paraná (UFPR) em 1975. Dois anos depois abriu uma pequena empresa que viria se tornar líder no setor de perfumaria no Brasil, a rede "O Boticário".
Idealizou o Museu do Holocausto de Curitiba, inaugurado em 2011 na capital paranaense.
Em 2014 foi apontado como o mais novo bilionário brasileiro pela Revista Forbes, com fortuna estimada em 2,7 bilhões de dólares americanos.
Listado em 2016 entre os 70 maiores bilionários do Brasil pela revista Forbes.